# Cinderella (2021)
Cinderella (prt: Cinderella; bra: Cinderela) é um filme de comédia musical romântica estadunidense escrito e dirigido por Kay Cannon, baseado no conto de fadas homônimo de Charles Perrault. É estrelado pela cantora Camila Cabello como protagonista em sua estreia como atriz, ao lado de Idina Menzel, Minnie Driver, Nicholas Galitzine, Billy Porter e Pierce Brosnan.
O desenvolvimento do filme começou em abril de 2019, quando a Sony Pictures anunciou um filme de Cinderella em estilo musical, com Cannon escrevendo e dirigindo. Foi produzido por James Corden, por meio do estúdio Fulwell 73, juntamente com Leo Pearlman, Jonathan Kadin e Shannon McIntosh. As filmagens começaram em fevereiro de 2020 no Pinewood Studios, e foram suspensas em março de 2020 devido à pandemia de COVID-19. A produção foi retomada em agosto de 2020 e concluída em setembro.
Cinderella foi lançado em cinemas selecionados e digitalmente no Amazon Prime Video em 3 de setembro de 2021, recebendo críticas mistas e negativas.

## Elenco
- Camila Cabello como Cinderela
- Billy Porter como Fabulous Godmother, o fado madrinho de Cinderela
- Idina Menzel como Vivian, madrasta de Cinderela
- Nicholas Galitzine como o príncipe herdeiro Robert
- Pierce Brosnan como Rei Rowan
- Minnie Driver como Rainha Beatrice
- Maddie Baillio como Malvolia
- Charlotte Spencer como Narissa
- James Acaster como a voz de John, um dos ratos que mais tarde é transformado em um lacaio
- James Corden como a voz de James, um dos ratos que mais tarde é transformado em um lacaio
- Romesh Ranganathan como a voz de Romesh, um dos ratos que mais tarde é transformado em um lacaio
- Tallulah Greive como Princesa Gwen
- Rob Beckett como Thomas Cecil
- Jenet Le Lacheur como Wilbur
- Beverley Knight como Rainha Tatiana
- Luke Latchman como Griff
- Fra Fee como Hench
- Mary Higgins como Princesa Laura
- Nakai Warikandwa como Princesa Nakai
- Doc Brown como pregoeiro da cidade
- Nandi Bushell como garota baterista

## Produção
Em abril de 2019, a Columbia Pictures anunciou uma versão musical de "Cinderela", com Kay Cannon escrevendo e dirigindo o filme. A ideia de reinterpretar "Cinderela" veio de James Corden, que produziu o filme no estúdio Fulwell 73, juntamente com Leo Pearlman, Jonathan Kadin e Shannon McIntosh.
Em abril de 2019, Camila Cabello foi escalada no papel de Cinderela. Em outubro de 2019, foi anunciado que as negociações estavam em andamento com Idina Menzel (dubladora original de Elsa em Frozen da Disney) como a madrasta de Cinderela, e Billy Porter para o papel de fado madrinho. Em dezembro de 2019, Nicholas Galitzine foi adicionado ao elenco como Príncipe Robert.
As gravações começaram em fevereiro de 2020 no Pinewood Studios, no Reino Unido. As filmagens foram suspensas em março de 2020 devido à pandemia de COVID-19. A produção foi retomada em agosto de 2020 e concluída em setembro.
A carruagem de Cinderela foi projetada para promover a Mercedes-Benz.

## Trilha sonora
Em abril de 2019, foi anunciado que Camila Cabello estava trabalhando na trilha sonora do filme. Em outubro de 2020, Idina Menzel confirmou que "[ela e Camila] também têm canções originais no filme." Em 2 de agosto de 2021, foi anunciado pelo diretor que a trilha sonora seria lançada em 3 de setembro de 2021.

Em fevereiro de 2021, Jessica Rose Weiss confirmou que ela e Mychael Danna estavam trabalhando na trilha do filme e gravando a trilha com a orquestra liderada por Johannes Vogel no Synchron Stage Vienna. A trilha do filme foi lançada digitalmente pela Sony Classical em 3 de setembro.
| N.º            | Título                       | Duração |  |
| 1.             | "Ella's Village"             | 0:48    |  |
| 2.             | "Find a Match"               | 0:38    |  |
| 3.             | "Wifey Fish Guts"            | 1:10    |  |
| 4.             | "The Pain Is Quite Terrific" | 0:40    |  |
| 5.             | "Put That Dress Down"        | 0:44    |  |
| 6.             | "Chrysalis"                  | 0:45    |  |
| 7.             | "I Believe in You"           | 1:16    |  |
| 8.             | "This Is My Chance"          | 0:50    |  |
| 9.             | "Back to the Basement"       | 1:21    |  |
| 10.            | "Adventure Time"             | 0:37    |  |
| 11.            | "Fab G"                      | 0:42    |  |
| 12.            | "Cautionary Magic"           | 0:40    |  |
| 13.            | "Meeting the Queen"          | 0:48    |  |
| 14.            | "First Dance"                | 1:26    |  |
| 15.            | "Romance & Rodents"          | 0:54    |  |
| 16.            | "Palace Escape"              | 2:29    |  |
| 17.            | "Stroke of Midnight"         | 0:45    |  |
| 18.            | "Could It Be Love"           | 1:45    |  |
| 19.            | "Viviane's Lament"           | 2:42    |  |
| 20.            | "Escape Plan"                | 0:37    |  |
| 21.            | "Search for Ella"            | 0:52    |  |
| 22.            | "I Choose You"               | 0:44    |  |
| 23.            | "We're in Business"          | 0:29    |  |
| 24.            | "A Lady's Right to Rule"     | 0:50    |  |
| Duração total: | Duração total:               | 24:46   |  |

## Divulgação
Como parte do marketing do filme, a Amazon Prime Video fez parceria com a Mercedes-Benz em agosto de 2021. Em 9 de agosto, a marca de calçados japonesa Onitsuka Tiger anunciou o lançamento de uma edição limitada de tênis criado em colaboração com Cinderella. No dia 11 de agosto, a marca de produtos de cabelo John Frieda anunciou uma colaboração com Cinderella.

## Lançamento
Cinderella foi lançado em cinemas selecionados e digitalmente em 240 países via Amazon Prime Video em 3 de setembro de 2021. Teve um evento de estreia em 30 de agosto de 2021, no Greek Theatre em Los Angeles.
Em junho de 2019, a Sony programou o lançamento do filme para 5 de fevereiro de 2021. Em janeiro de 2021, a data de lançamento foi adiada para 16 de julho de 2021. Em maio de 2021, a Sony cancelou a estreia do filme nos cinemas e anunciou que o filme havia sido comprado pela Amazon Studios exceto na China, a Sony também manteria o entretenimento doméstico e os direitos de televisão linear do filme.

### Mídia doméstica
Cinderella foi lançado em Blu-ray, DVD e formato Digital HD em 21 de junho de 2022 pela Sony Pictures Home Entertainment.

## Recepção

### Audiência
Comercialmente, de acordo com o Samba TV, a obra foi assistida em 1,1 milhão de lares americanos durante sua estreia de quatro dias no fim de semana do Dia do Trabalhador e em 2,2 milhões de lares ao final dos primeiros 30 dias. De acordo com a Screen Engine, Cinderella foi o filme em plataforma mais assistido durante seu fim de semana de estreia, bem como o filme musical mais assistido de 2021. A Amazon afirmou que o filme foi considerado o título VOD mais assistido no mesmo frame.

### Resposta da crítica
No agregador de resenhas Rotten Tomatoes, o filme detém um índice de aprovação de 42% com base em 136 críticas, com uma média de 4,9/10. O consenso dos críticos do site diz: "Esta Cinderella digna de cantar junto solta um pouco de pó de fada moderno na história tantas vezes contada, porém suas atuações monótonas e diálogos sem sentido fazem com que assistir muitas vezes pareça uma tarefa árdua." No Metacritic, tem uma média ponderada pontuação de 41 em 100 com base em 30 críticos, indicando "críticas geralmente negativas".
Richard Roeper, do Chicago Sun-Times, deu ao filme 3 de 4 estrelas e elogiou Cabello por sua atuação, dizendo "ela tem um verdadeiro dom para a comédia" e descreveu o filme como tendo um "estilo otimista, alegre e sentimental, misturado com um humor afiado e repleto de músicas pop conhecidas e cativantes remodeladas para se adequar ao enredo." Jonathan Sim, do ComingSoon.net, escreveu: "É uma visão progressivamente encantadora de um conto romântico, e há momentos doces e românticos ao longo do filme, mesmo que não haja muito que você já não tenha visto antes."
Courtney Howard, da Variety, chamou-o de "musical medíocre" e criticou muitas das escolhas criativas, o ritmo inconsistente e o desenvolvimento de personagem, e afirmou que o filme parecia "subdesenvolvido e sobrecarregado". Gayle Sequeira, do Film Companion, escreveu: "Cada nova situação é uma desculpa para os personagens começarem a cantar, cada pergunta é uma oportunidade para fazer um sermão."